# Călugăreni (gmina)
Călugăreni – gmina w Rumunii, w okręgu Prahova. Obejmuje miejscowości Călugăreni i Valea Scheilor. W 2011 roku liczyła 1279 mieszkańców.